# Сражение край Петрово
Сражението край Петрово е бой между чета на Вътрешната македоно-одринска революционна организация, начело с Андон Терзиев и чета на Гръцката въоръжена пропаганда в Македония, като в крайна сметка всички са заловени от пристигнал османски аскер.

## Сражението
Апостол войвода заминава отново за България в края на 1904 година. В това време братовчед му и десетар на четата Андон Терзиев залавя и обесва гръцкия учител и деец на гръцката пропаганда Яни Пицула. На 4 декември от четата на Апостол са убити трима предполагаеми шпиони в Гевгели, като по това време добре организираната чета на Апостол наброява около 150 души. Андон Терзиев и 11 негови четници са пленени в сражение с андартската чета на Георги Сидер на 24 декември край Петрово, но в последвало сражение с турски аскер на 27 декември всички са арестувани. Според Ванчо Георгиев в действителност четата на Андон Терзиев се измъква от готвената засада. Андартите пленяват 33 души селяни от Петрово, но в същото време пристига турски аскер и започва сражение. Убити са четирима андарти, след което гръцката чета от около 80 души се предава на турците, които я отвеждат под строй първо в Енидже Вардар, а оттам в Солун.